# Christian Rudolph Wilhelm Wiedemann
Christian Rudolph Wilhelm Wiedemann (Brunswick, 7 de diciembre de 1770 - Kiel, 31 de diciembre de 1840) fue un médico, historiador, escritor, naturalista y entomólogo alemán. Es más conocido por sus estudios del orden Diptera a nivel mundial, aunque también estudió Hymenoptera y Coleoptera.
El padre de Wiedemann, Conrad Eberhard Wiedemann (1722-1804) era distribuidor de arte, y su madre, Dorothea Frederike Raspe (1741-1804) era la hija de un contador en el Servicio Minero Real y también se interesó en las artes.
Después de su educación en Brunswick, se matriculó en 1790 en la Facultad de Medicina en la Universidad de Jena, siendo un contemporáneo del poeta Friedrich von Hardenberg.
Mientras asistía a la universidad, fue uno de los muchos alumnos de Johann Friedrich Blumenbach, y viajó a Sajonia y Bohemia. Obtuvo su grado doctoral en 1792 con una tesis titulada Dissertatio inauguralis sistens vitia gennus humanum debilitantia.
Fue entonces a Inglaterra para aumentar su conocimiento de mineralogía.
En 1796 se casó con Luise Michaelis, la hija de Johann David Michaelis, un orientalista. Criaron dos hijos del hermano de Luise que se murió en una epidemia de cólera. La pareja tuvo nueve hijos propios, aunque dos murieron siendo niños.
Fue designado disertante en obstetricia en el campo de especialistas. A finales del siglo XVII, había un movimiento, basado en Brunswick, para establecer al alemán como un idioma científico del cual era parte. Leía latín, inglés, francés e italiano, encontrando un remunerativo renglón como traductor.
Estudió obstetricia e historia natural con Georges Cuvier, entre otros zoólogos.
En 1802 fue, además de sus otras citas médicas, profesor de Obstetricia en la Universidad de Anatomía y Cirugía y fue nombrado Consejero Privado en la corte del ducado de Brunswick y Luneburgo.
En 1804 contrajo sífilis que tendría efectos serios años más tarde.
En 1805 fue profesor de Medicina en Kiel (entonces en Dinamarca y parte del Ducado de Holstein) con el título de Counsellor de Justicia y más tarde Counsellor de Estado. Eran los años difíciles para Dinamarca que había estado del lado de Francia en las Guerras Napoleónicas contra Inglaterra (y sus aliados) para conservar su imperio marítimo. El dinero era un problema y Wiedemann invirtió sus propios recursos para preparar una clínica de partos.
En 1811 viajó al sur de Italia por su salud.
En 1814 Wiedemann consagró mucho de su tiempo a la taxonomía en entomología y en una visita a Bonn al quedarse con su hija Emma que se había casado con Karl Theodore Welcker.
En 1815 viajó a Stolberg para encontrarse con Johann Wilhelm Meigen, por entonces entomólogo bien conocido a través de su trabajo importante en Diptera. Wiedemann cambió el empleo (a la Farmacología) y tenía varias posiciones semihonorarias.
El trabajo más productivo de Wiedemann en los insectos fue realizado en la década de 1820. Pero cuando asistió a una reunión científica en Hamburgo en 1830 expresa que era pobre y tenía una sucesión de fracasos.
Tuvo interés en la historia natural, y lo principal seguía siendo la entomología pero también gustaba de la mineralogía y de la conquiliología. En 1827 sus colecciones incluyeron 5000 minerales y 3500 especies de Diptera.
Visitó Hamburgo, Copenhague y Berlín por estos años pero nada es hasta ahora conocido de estos viajes aunque ellos pueden haber sido beneficiosos en sus estudios de insectos.

## Sus logros
Wiedemann publicó las primeras monografías sobre Diptera exóticos (no europeos). Fue el creador de la revisión transitoria Archiv für Zoologie und Zootomie 1800-1806 (cinco volúmes) 2.356 p. Berlín y Brunswick y el Zoologisches Magazin (v. 1-2) 1817-1823. 749 p. Kiel y Altona.
Aunque trabajó principalmente en Diptera, publicó descripciones de Coleoptera e Hymenoptera.
Fue el sucesor de Johan Christian Fabricius como el autor de descripciones de Diptera exóticos no europeos. Meigen solo trabajó en las especies europeas.
Sus descripciones muestran los adelantos claros, que superan las de Fabricius y muchos de sus contemporáneos. Una diagnosis breve en latín, una descripción detallada sobre el sexo de los especímenes en alemán, referencias a la colección en que el espécimen puede ser encontrado y el nombre del coleccionista.
En Brunswick, centro importante para la entomología de la época, Wiedemann trabajó con Johann Christian Ludwig Hellwig y Johann Karl Wilhelm Illiger que ponen las nuevas normas para las descripciones (la terminología uniforme para las estructuras y colores) y para la nomenclatura, sobre todo con respecto a la anulación de sinónimos por una apropiada investigación de la literatura. Él fue crítico de Fabricius en este aspecto, aunque reconoce que es un gran entomólogo.
En Aussereuropäische Zweiflügelige Insekten, describió 1000 nuevas especies y redescribió 500 viejas (principalmente de Fabricius). Este trabajo, suplementado Meigen continuó introduciendo nuevos géneros. Pudo ir más allá de lo que hizo con géneros exóticos. Introdujo en magnitud lo que era la diversidad mundial de Diptera, lo que no estaba claro por aquel entonces.
Wiedemann, en sus estudios de las especies de Fabricius, tuvo el cuidado de considerar solo especímenes de Fabricius identificados por sus etiquetas, y de propia captura. Esto es la base del concepto actual de espécimen tipo.
Sus estudios son lo más comprensibles posibles, estudiando las colecciones de Wilhelm Von Winthem y Bernt Wilhelm Westermann y las colecciones de Copenhague, Berlín, Frankfort, Kiel, Leiden y Viena. También estudió las colecciones de Thomas Say del Museo de Filadelfia, no pudiendo estudiar los especímenes de Carlos Linneo y de Fabricius (ambos en Londres), y visita París.
El trabajo publicado de Wiedemann en la entomología era casi completamente descriptivo y notable por su exactitud.

## Obra
- Georges Cuvier, 1798 Tableau Élémentaire as Cüviers elemantarischer Entwurf der Naturgeschichte der Thiere, aus dem Französischen übersetz ind mit Anmmerkungen versehen von C.R.W. Wiedemann. Brunswick, 1800. The entomological part of this was translated and revised by Johann Karl Wilhelm Illiger. Traducción
- Über Pariser Gebäranstalten und Geburtshelfer, den letzen Schamfugenschnitt und einige andere zu Paris beobachtete Geburtsfälle. Brunswick 1803. Medical
- Unterricht für Hebammen. Brunswick, 1802. Medical – A Manual for Midwives. Ed. dinamarquesa, Undervissung for Giordemødre publicado en 1805. Expandido se publica como Lesebuch für Hebammen, en 1814
- Anweisung zur Rettung der Ertrunkenen, Ersticken, Ehrängten, vom Blitze Erschlagenen, Erfrornen und Vergiftaten; nach den neuesten Beobachtungen entworfen. Brunswick, 1796 (2ª ed. 1804). Tratamiento Médico de víctimas de accidentes
- With Karl Gustav Himly and T. G. A. Roose- Über das Impfen der Kuhpocken für besorgte Mütter. Brunswick, 1800. Medical. Aviso sobre la vacuación para varicela
- J. Stuve Lehrbuch der Kenntniss des menschlichen Körpers und der Gesundheitslehren. Brunswick, 1805. Medical. 2ª ed. revisada de texto estándar
- B. Harwood’s System der vergleichenden Anatomie ud Physiologie. Aus dem Englischen übersetzt und mit Anmerkungen und Zusätzen versehen von C.R.W. Wiedemann. Berlín, 1790. Traducción
- J. Méhée. Über die Schusswunden. Brunswick, 1801). Traducción
- Antoine-François de Fourcroy System der chemischen Kenntnisse. 1801. Traducción
- Handbuch der Anatomie English Handbook of Anatomy. 1796 (2.ª ed. de 1802 y 1812)
- Übersicht der mineralogischen einfachen fossilien.1800
- Tabulae animalium invertebratorum. 1810
- Diptera exotica: sectio I. Kiliae: [s.n.], 1820
- Munus rectoris in Academia Christiana Albertina aditurus Analecta entomologica ex Museo Regio Havniensi... Kilisae: el regio typographeo scholarum, 1824
- Aussereuropäische Zweiflügelige Insekten. Hamm 1828-1830

## Abreviatura (zoología)
La abreviatura Wiedemann  se emplea para indicar a Christian Rudolph Wilhelm Wiedemann como autoridad en la descripción y taxonomía en zoología.